# Seminario arcivescovile di Monreale
Il Seminario arcivescovile di Monreale è il seminario diocesano dell’arcidiocesi di Monreale, dedicato ai Santi apostoli Pietro e Paolo, in cui vengono formati i futuri presbiteri al servizio della stessa arcidiocesi. 

## Storia

### Gli esordi
A partire dal Concilio di Trento (1545-1563) e dall’attività riformatrice dei padri conciliari, con il decreto Cum adulescentium aetas del 15 luglio 1563, nella sessione XXIII, al canone 18, si stabilì per tutta la Chiesa Cattolica la fondazione dei Seminari in ogni diocesi, per la formazione degli adolescenti che aspiravano al sacerdozio ministeriale.
Sin da subito nell’arcidiocesi di Monreale due illustri arcivescovi pensarono di istituire il Seminario diocesano, all’indomani di Trento: il card. Alessandro Farnese (1536-1573), nipote di papa Paolo III, e lo spagnolo  Ludovico I de Torres (1573-1584), cui si deve il contributo diplomatico decisivo per la vittoria della Battaglia di Lepanto. 
Tuttavia, il card. Farnese non disponendo immediatamente di 512 onze, e non avendo avuto la disponibilità dei padri gesuiti, ai quali pensava di affidare l’istruzione degli studenti, decise di posticipare l’esecuzione del progetto. Nonostante ciò, la Compagnia di Gesù, per volontà del Farnese, il 1º novembre 1552 inaugurava una casa a Monreale, presso l’attuale Chiesa del Sacro Cuore di Gesù. Per ben due secoli i gesuiti contribuiranno pienamente e sin da subito alla formazione culturale e teologica dei seminaristi, curando le cattedre di Teologia morale, di Filosofia e di Diritto, fino a quando non lasceranno la casa di Monreale, nella notte del 3 dicembre 1767, a causa della loro espulsione dalla Sicilia. 
Anche l’arcivescovo Ludovico I de Torres nel 1577 si adopererà per la costituzione del Seminario, senza però riuscirci; cosicché, nella visita a Monreale del 1583, il regio visitatore Don Francesco del Pozzo ne prescriverà la necessaria e indispensabile fondazione.

### La fondazione
Nel 1589, alla morte del card. Farnese, che a Roma continuò a usufruire delle rendite della mensa arcivescovile di Monreale, l’impresa di fondare il Seminario sarà portata a compimento da uno dei più grandi arcivescovi e mecenati della città di Monreale, il card.  Ludovico II de Torres, nipote del suo predecessore, il quale attuerà i dettami del Concilio di Trento, e il 1º agosto 1590, nella festa di San Pietro in Vincoli, inaugurerà ufficialmente e solennemente il Seminario, nell’antico palazzo reale di Guglielmo II, adiacente alla Cattedrale normanna, che egli ingrandì e adattò alle esigenze della nuova istituzione.
Questa fu la prima sede storica, cui seguiranno nel tempo altre, dato lo sviluppo, l’importanza e la completezza di istruzione che il seminario arcivescovile fin dal suo sorgere cercò di offrire. Infatti, l’attenzione pastorale che il card. Torres pose alla formazione di chierici ben preparati, meritò sin da subito il riconoscimento del regio visitatore Filippo Giordi, che nella visita del 1604 additò il Seminario di Monreale quale centro culturale di alto livello e modello esemplare per tutti i Seminari del Regno di Sicilia: a quo caetera reliquarum civitatum seminaria exemplum pro ipsorum collegiis recte ordinandis sumere possint.
Il motto che il Torres scelse per il suo Seminario, che troviamo inciso nella facciata dell’antico palazzo reale, fu Religioni et bonis artibus, da cui emerge l'idea che una buona formazione del clero dovesse avere alla base una solida preparazione sia nelle scienze umane oltre che in quelle sacre. Proprio per questo il cardinale donò al Seminario la sua preziosa biblioteca, trasferendo da Roma codici manoscritti, incunaboli e pregevoli edizioni cinquecentine, così come pure la sua pinacoteca, formata oggi da 168 ritratti olio su tela di uomini illustri; destinò, inoltre, diverse rendite e donò il giardino sottostante il palazzo arcivescovile, abbellendolo di fontane e di giochi d’acqua.

### Le Regole e San Filippo Neri
Le prime Regole del Seminario di Monreale, date dal cardinale fondatore, sembra che siano state riviste da San Filippo Neri e ispirate a quelle di San Carlo Borromeo per il Seminario di Milano. 
Nella Vita del venerabile servo di Dio Annibale d’Afflitto arcivescovo di Reggio, edita a Roma dal gesuita Giuseppe Fozi nel 1681, al cap. IX si legge: «E perché havea saputo, che Monsignor di Torres Arcivescovo di Monreale, e poi Cardinale, havea fatto stampare col consiglio, & indirizzo di S. Filippo Neri le Regole per il suo Seminario, ne volle copia; e affinche se ne mantenesse viva l’osservanza, spesso le facea leggere à Tavola» (p. 63). 
Annibale d'Afflitto, di origine palermitana, fu arcivescovo di Reggio Calabria dal 1593 al 1638 e si prodigò non poco per istituire il suo Seminario diocesano, ispirandosi a quello di Monreale. Il dato che apprendiamo nella sua Vita fa menzione delle Regole del Seminario di Monreale che il card. De Torres fece stampare nell’anno 1600 a Roma con i tipi di Luigi Zanetti, il suo tipografo di riferimento, presso il quale stampò anche la sua famosa Historia della Chiesa di Monreale (1596), con lo pseudonimo di Gio. Luigi Lello.
Dalla lettura delle Regole emerge che il Seminario di Monreale avrebbe ospitato ventuno alunni provenienti dai maggiori paesi dell’arcidiocesi: sei di Monreale, cinque di Coniglione (Corleone), quattro di Busachino (Bisacquino), tre di Bronte, due della Piana, uno del Parco (Altofonte). I chierici a loro volta venivano distinti per età in tre camerate: rispettivamente, la prima, quella dei più grandi, dedicata al Salvatore, quella dei medi alla Madonna e quella dei più piccoli a S. Michele.

### Gli sviluppi
L’opera iniziata dal cardinale Torres col tempo necessitò di essere sostenuta e incrementata. L’arcivescovo spagnolo Girolamo Venero y Leyva (1620-1628) volle potenziare ulteriormente gli studi del Seminario: il 4 novembre 1621 fece istituire nel Collegio di Monreale la cattedra di filosofia, che il 16 agosto 1622 venne eretta in perpetuo, con l’approvazione del Preposito Generale dei Gesuiti Muzio Vitelleschi. 
Fu un evento considerevole per la storia culturale del Seminario e per la città di Monreale: infatti, già dopo un secolo, sotto l’episcopato di mons. Francesco Testa, lo studio approfondito della metafisica contraddistinguerà i chierici monrealesi. I nomi più brillanti di questo periodo, e degni ancor oggi di esser menzionati, rimangono quelli di  Vincenzo Miceli, Nicola Spedalieri e Benedetto D'Acquisto.

### L'Accademia monrealese
Il periodo più splendido e fiorente, la cosiddetta “epoca d’oro” del Seminario di Monreale, coincide con l’episcopato di Francesco Testa tra il 1754 e il 1773. Illustre mecenate, al pari del card. Torres, si adoperò in ogni modo per elevare la cultura del clero. Ai tre antichi cameroni in seminario ne aggiunse sin dal 1756 altri due, provvedendo ben presto a ristrutturare l’antico palazzo normanno, a partire dalla Cappella che abbellì di stucchi e di dipinti; istituì, inoltre, nel suo palazzo arcivescovile altri due seminari, uno denominato Episcopio per giovani di ogni condizione sociale, e l’altro chiamato Convitto per i giovani nobili. 
Nei tre seminari, l’arcivescovo Testa fece fiorire le lettere e le scienze, avviando e lanciando quella che venne chiamata ben presto l’“Accademia monrealese”, nella quale i chierici si cimentavano in competizione artistica con docenti e illustri figure di letterati, per grandi eventi e ricorrenze in tutto il Regno di Sicilia, in componimenti in lingua latina e greca, oltre alle intriganti speculazioni filosofiche di alto livello e di fine spessore, di cui rimangono le pubblicazioni e alcuni manoscritti.
Il Seminario di Monreale in poco tempo si trasformò in una fucina di artisti e letterati: in esso venivano insegnate e accuratamente studiate la poesia, le lingue, la letteratura, la filosofia e le scienze sacre e profane. Da diverse parti della Sicilia molti giovani chiedevano di entrare nel seminario monrealese proprio per la fama e per l’alta qualità di studi che venivano loro offerti, al punto che la scuola del seminario venne chiamata "cittadella della metafisica", "rocca inespugnabile della latinità", "vera Accademia dei Sapienti" e infine "Atene di Sicilia".
Alla morte di mons. Testa, il 7 maggio 1773, la sede arcivescovile di Monreale restò vacante fino al 17 luglio 1775 quando, per motivi politici, Papa Pio VI, su suggerimento di Ferdinando di Borbone, per circa venticinque anni annesse aeque principaliter l’Arcivescovato di Monreale a quello di Palermo, sotto la guida, prima di mons. Francesco Ferdinando Sanseverino (1776-1793) e, successivamente, del vescovo di Palermo e Monreale Filippo Lopez y Royo (1793-1802). In questi anni il Seminario andò incontro a un periodo di forte crisi e decadenza, privato anche dei suoi più brillanti insegnanti.

### XIX e XX secolo
A partire dal 12 marzo 1802 il neo pontefice Pio VII con la bolla Imbecillitas humanae mentis ripristinò la diocesi di Monreale, separandola da quella di Palermo, per la quale si era molto battuto il Servo di Dio Mercurio Maria Teresi. Sotto l’episcopato di mons. Teresi (1802-1805) e ancor di più sotto la guida di Biagio Caruso, nativo di Bronte e rettore del Seminario dal 1801 al 1838, il Seminario di Monreale riprese con vigore il suo cammino. 
L’arcivescovo Domenico Benedetto Balsamo (1816-1844), abate benedettino, succeduto al Teresi, fece restaurare la biblioteca del Seminario con un contributo donatogli dal re Ferdinando III Borbone e, non essendo più disponibili i locali delle scuole dei Gesuiti, spostò le scuole del Seminario dal palazzo arcivescovile nei locali di fronte al palazzo reale, acquistando il palazzo di Alfonso Ventosa. Seppur impegnato nei restauri del Duomo, devastato dall’incendio dell’11 novembre 1811, l’arcivescovo riorganizzò il Convitto, già voluto dal Testa per giovani nobili, e istituì nel 1822 il Convitto dei Chierici Corali Rossi, addetti al servizio liturgico della Cattedrale. Della loro formazione così come dei loro compiti ci danno notizie i regolamenti, che furono ristampati per volere dell’arcivescovo Benedetto d’Acquisto il 31 ottobre 1859. Il Convitto, situato al piano di sopra dell’episcopio, rimarrà aperto fin dopo la morte di uno dei suoi più famosi rettori, il can. Gaetano Millunzi, ucciso dalla mafia nel 1920. 
Dopo un periodo di crisi, legata alle condizioni politiche del tempo, con l’ascesa alla cattedra di Monreale dell’arcivescovo Giuseppe Maria Papardo, dei principi del Parco, nel 1871, il Seminario sembrò tornare ai suoi tempi migliori. Infatti, iniziò con lui un periodo particolarmente felice, che si estese ai primi decenni del suo successore. Basterebbe ricordare i professori che in tale periodo occuparono le cattedre del Liceo e della Teologia, senza dire della restaurazione della filosofia scolastica e della fondazione di un’Accademia Tomistica in Seminario, che nel 1882 meritò essere aggregata alla Pontificia Accademia di San Tommaso d’Aquino in Roma. Per il Seminario di Monreale l’arcivescovo Papardo fece realizzare un’urna reliquiaria in argento, contenente la cintura di San Tommaso d'Aquino, oggi custodita presso il Museo Diocesano di Monreale.
L’arcivescovo che traghettò la chiesa monrealese dal XIX al XX secolo, fu Domenico Gaspare Lancia di Brolo (1884-1919), che si distinse per lungimiranza e bontà di animo. Visto l’accresciuto numero di seminaristi, acquistò alcune case nel quartiere Ciambra di Monreale, che destinò per ospitare chierici di condizione disagiata. Quest’istituzione, fondata nel 1901, aveva una sua autonomia amministrativa e disciplinare, che si andava ad aggiungere al Seminario e al Convitto dei Chierici Rossi, ma che iniziò ad estinguersi intorno al 1910.
Gli arcivescovi degli inizi del ’900, successori di mons. Lancia di Brolo, continuarono a riservare attenta cura per il seminario: tra questi va ricordato il Venerabile Servo di Dio Antonio Augusto Intreccialagli (1919-1924), che intraprese dei restauri nel Palazzo reale, riguardanti il prospetto principale, le sale a pianterreno e le scale. Mons. Ernesto Eugenio Filippi (1925-1951), invece, sistemò il Seminario Maggiore nei locali dell’ex Convitto dei Chierici Rossi, ristrutturò la cappella e nel 1932 destinò i locali dell’Abbazia di Santa Maria del Bosco per le vacanze estive del seminario. 
Con il card. Francesco Carpino (1951-1961) i lavori di restauro furono portati avanti, fu incrementato l’arredamento del Seminario e si iniziarono i lavori della struttura di Poggio San Francesco e dell’allora nuovo seminario, che doveva nascere in via Cappuccini, dove prima sorgeva il Convento dei Frati Cappuccini. I lavori verranno completati sotto l’episcopato di mons. Corrado Mingo (1961-1978). Il restauro ormai necessario dell’antico Seminario nel palazzo reale, durante l’episcopato di Salvatore Cassisa (1978-1997), portò la residenza dei seminaristi, per circa un decennio, nella struttura di via Cappuccini, presso la Parrocchia Regina Apostolorum. In attesa della sua sede definitiva, il seminario per un altro decennio venne ospitato presso i locali adiacenti alla chiesa parrocchiale di Santa Rosalia in Monreale, anche durante l’episcopato di Pio Vittorio Vigo (1997-2002).

### Il nuovo Seminario
L’arcivescovo Cataldo Naro (2002-2006) si adoperò perché il seminario diocesano fosse vicino al vescovo e nuovamente in città. Individuò nelle case del quartiere Ciambra, dietro le absidi della Cattedrale, il luogo adatto allo scopo: fece redigere un progetto e ottenne il finanziamento della Regione Siciliana. Si diede così avvio alla nuova struttura del Seminario, che vide il suo completamento con mons. Salvatore Di Cristina (2006-2013), che la inaugurò il 15 dicembre 2009. Si lavora nel frattempo al Progetto educativo del Seminario, con il coinvolgimento del Consiglio presbiterale e degli stessi seminaristi. Il 26 maggio 2016, nella memoria liturgica di San Filippo Neri, viene definitivamente approvato dall'arcivescovo mons. Michele Pennisi. 

## Cronotassi dei rettori
Elenco dei rettori del Seminario Arcivescovile di Monreale a partire dalla sua fondazione, nel 1590:
- Giacomo Zappìa (1.8.1590 – 16.4.1595)
- Ottavio Bruno (17.4.1595 – 3.7.1606)
- Guglielmo Napoli (4.7.1606 – 25.3.1610)
- Giacomo Mazzullo (26.3.1610 – 31.10.1612)
- Francesco Raineri (31.10.1612 – 19.8.1613)
- Ottavio Bruno (19.8.1613 – 18.8.1614)
- Francesco Raineri (18.8.1614 – 1619)
- Gregorio Blasco (1619 – 15.6.1621)
- Francesco Franchina (15.6.1621 – 31.7.1632)
- Vincenzo Viola (1.8.1632 – 14.3.1634)
- Francesco Galvano (14.3.1634 – 8.8.1634)
- Natale Viola (17.8.1634 – 14.3.1642)
- Pietro Rincione (15.3.1642 – 31.9.1645)
- Pietro Collaro (1.10.1645 – 31.7.1647)
- Pietro Rincione (1.8.1647 – 31.3.1657)
- Francesco Ciminnita (1.4.1657 – 30.6.1659)
- Giuseppe Dunzo (1.7.1659 – 23.6.1668)
- Filippo Ant. Franchini (24.6.1668 – 26.6.1670)
- Giuseppe Dunzo (1.7.1670 – 9.10.1671)
- Giuseppe La Plena (9.10.1671 – 30.9.1674)
- Giuseppe Dunzo (8.10.1674 – 16.10.1683)
- Domenico Tumminello (16.10.1683 – 19.10.1704)
- Giuseppe Lombardo (20.10.1704 – 7.11.1706)
- Filippo Intravaia, procur. sost. Lombardo (1706-1707)
- Giacinto Gaudesi (3.1.1707 – 14.11.1733)
- Francesco Turdo (16.11.1733 – 31.1.1754)
- Francesco Ant. Gaetani (1.2.1754 – 30.6.1754)
- Francesco Turdo (1.7.1754 – 28.11.1755)
- Vincenzo Pupella (1.12.1755 – 8.4.1762)
- Giuseppe Pappalardo (12.4.1762 – 31.3.1773)
- Carlo Girolamo Castelli (1.4.1773 – 31.7.1776)
- Giuseppe Pappalardo (1.8.1776 – 4.5.1778)
- Carlo Girolamo Castelli (5.5.1778 – 18.10.1781)
- Francesco Murena (18.10.1781 – 17.10.1793)
- Vincenzo Fleres (18.10.1793 – 15.5.1801)
- Gioacchino Amato, resta proc. amm. (1801)
- Biagio Caruso (10.8.1801 – 7.3.1838)
- Alberto Matassa, vice rettore amm. (1838-1846)
- Mario Di Micheli – (23.7.1846 – 31.1.1849)
- Onofrio Granata (4.2.1849 – 20.12.1849)
- Pietro Tarallo (20.12.1849 – 15.9.1859)
- Niccolò Zito (1.11.1859 – 20.11.1859)
- Alberto Matassa (20.11.1859 – 31.10.1862)
- Giuseppe Lo Cascio (26.11.1862 – 31.5.1863)
- Niccolò Giordano, vice rett. Ammin. (1863-1871)
- Giuseppe Orlando s.i. (1.2.1871 – 2.1871)
- Ignazio Giaconia (18.3.1871 – 11.10.1889)
- Silvestre Tagliavia (12.11.1889 – 13.11.1907)
- Giuseppe Fiorenza (16.11.1907 – 1.10.1921)
- Antonino Minà (10.10.1921 – ?.11.1926 Ammin.)
- Antonino Minà (25.1.1925 – ?.11.1926 Rettore)
- Francesco Paolo Evola (?.?.1926 – ?.?.1936)
- Amedeo Caruso (1.10.1936 – 31.9.1938)
- Michele Gulì (?.10.1938 – ?.9.1945)
- Giuseppe Petralia (?.10.1945 – ?.8.1946)
- Fortunato Cinà (?.9.1946 – 15.9.1950)
- Emanuele Romano (16.9.1950 – 7.9.1952)
- Pasquale Bacile (15.9.1952 – 16.7.1962)
- Gioacchino La Franca (19.7.1962 – 19.9.1971)
- Francesco Sparacio (20.9.1971 – 30.8.1981)
- Vincenzo Ambrogio (1.9.1981 – 28.8.1998)
- Innocenzo Bellante (29.8.1998 – 27.6.2003)
- Rosario Bacile (28.6. 2003 – 17.10.2007)
- Antonino Licciardi (18.10.2007 – 7.9.2017)
- Giuseppe Ruggirello (8.9.2017 – 15.8.2023)
- Francesco Di Maggio (16.8.2023 – in carica)